# Ейбрахам Брил
Ейбрахам Ардън Брил (на английски: Abraham Arden Brill) е австро-американски психиатър и психоаналитик.

## Биография
Роден е на 12 октомври 1874 година в Канчуга, Австрийска империя. През 1887, само на 13 години, той заминава сам за Съединените щати. Завършва Нюйоркския университет през 1901, а през 1903 получава медицинска степен от Университета Колумбия.
След изследвания с Карл Юнг в Цюрих, Швейцария, той се завръща в САЩ през 1908, за да стане един от най-ранните и активни изразители на психоанализата, ставайки първия, който превежда на английски език повечето от главните работи на Зигмунд Фройд, както и книги на Юнг.
Брил става преподавател в Нюйоркския и Колумбийския университет и практикуващ психоаналитик.
Умира на 2 март 1948 година в Ню Йорк на 73-годишна възраст.